# باجروان، بردع
باجروان (به لاتین: Bəcirəvan) یک منطقهٔ مسکونی در جمهوری آذربایجان است که در شهرستان بردع واقع شده‌است. باجروان ۱٬۳۵۶ نفر جمعیت دارد.